# 人类群居学
人类群居学（英語：ekistics，又译人类聚居学）是研究人类聚居地的科学，涵盖区域、城市、社区规划乃至住宅设计。该学科出现的背景是越来越大而复杂的組合城市，甚至全球城市的出现。这门学科涉及各种人类住区，且着重关注地理学、生态学、人类心理学、人类学、文化、政治，有时也涉及美学。
作为一种科学的学习模式，人类群居学目前依赖统计和描述，以人类群居学的五大元素或原则进行组织：自然（nature）、人类（anthropos）、社会（society），建筑（shells）和网络（networks）。与城市规划相比，该领域的科学性往往更强，并且与建筑理论中一些约束较少的领域有较大的交叉。
在应用中，该学科研究的目的一般是使住区的居民与其自然和社会文化环境和谐相处。

## 词源
人类群居学“ekistics”一词是1942年由康斯坦丁诺斯·道萨迪亚斯提出的。该词源自希腊语形容词，更具体而言是来自其是中性复数形式。古希腊形容词的意思是“与建立房屋、定居点、城市或殖民地相关的；涉及定居的。”它源于古希腊名词（oikistēs），意为“就地安置定居者的人”。这可能间接衍生自另一个古希腊名词（oikisis），意为“建筑”、“房屋”、“定居点”，尤指“建立殖民地、定居点或城镇”，或“迁入新的定居者来填充”、“定居”、“被定居”。所有这些词都源于动词（oikizō），“定居”，最终可追溯到名词οἶκος（oikos），指“房屋”、“家”或“定居点”。
《簡編牛津英語詞典》中提及了ecist、oekist或oikist，并将其定义为：“古希腊……殖民地的创立者（the founder of an ancient Greek ... colony）”。希腊语oikistikē的对应英语词是ekistics（名词）。除此之外，派生的形容词和、副词以及名词目前均有人使用。

## 研究范围
在户外休闲方面，“人居关系”（ekistic relationship）一词描述的是个人与自然世界的关系以及他们如何看待自然资源。
人类群居学的概念涵盖了对人类群体之间及群体内部的（基础设施、农业、住所、功能（工作）），乃至他们与直接影响其（个人和集体）福祉的周围环境之间的相互作用的理解。该主题开始阐明集体住区的形成方式以及它们之间的相互关系。通过这样做，人类开始了解他们如何“符合”一个物种，即智人（Homo sapiens），以及智人“应该”如何生活以体现潜能（至少就该物种而言）。在某些情况下，人类群居学认为，为了使人类住区能够高效、经济地发展，必须重新组织乡村、城镇和大都市的形成方式。
道萨迪亚斯认为：“人类群居学是一门科学，即使在我们这个时代，它通常被认为是一门技术和艺术，没有科学根据——这是一个已令我们付出沉重代价的错误。”在记录了第二次世界大战期间希腊人居财产的破坏情况之后，道萨迪亚斯相信需要对人类住区进行系统的调查。道萨迪亚斯意识到了系统思维的归纳力量，尤其是他所处时代的许多著名的生物学-哲学家所使用的生物学和进化参考模型的归纳力量，尤其是朱利安·赫胥黎爵士（1887-1975）、费奥多西·多布然斯基（1900–1975）、加博尔·德奈什（1900-1979）、勒内·杜博斯（1901-1982）、喬治·蓋洛德·辛普森（1902-1984），和康拉德·哈尔·沃丁顿（1905-1975），他借鑑使用了生物模型来描述人（anthropos）的“人居行为”（五原则），使用進化模型来解释人类住区的形态发生（11种力量、人类住区层级结构、dynapolis、普世城）。最后，他建立了一个一般理论，将人类住区视为能够进化的活物，而人类可以使用“人居知识”来指导这种进化。

## 人居单位
道萨迪亚斯认为，从生物学和社会经验中得出的结论是明确的：为了避免混乱，必须从小到个人（anthropos）、大到普世城（ecumenopolis）的不同层级上来组织我们的生活系统。因此，他提出了15级的人居单位（ekistic unit）等级量表：
1. 个人 Anthropos – 1
2. 房间 room – 2
3. 房屋 house – 5
4. 房屋组团 housegroup (hamlet) – 40
5. 小邻里 small neighborhood (village) – 250
6. 邻里 neighborhood – 1,500
7. 小城镇 small polis (town) – 10,000
8. 城市 polis (city) – 75,000
9. 较小的大都市 small metropolis – 500,000
10. 大都市 metropolis – 400万
11. 较小的巨型都市 small megalopolis – 2500万
12. 巨型都市 megalopolis – 1.5亿
13. 较小的大陆城 small eperopolis – 7.5亿
14. 大陆城 eperopolis – 75亿
15. 普世城 Ecumenopolis – 500亿

以上人口数据是道萨迪亚斯设想的2100年的理想的人居单位，他（于1968年）估计，届时地球人口将达到500亿并实现人口零增长，人类文明将由聚变能驱动。

## 出版物
期刊Ekistics and the New Habitat于1957年至2006年以纸质形式发行，2019年起改为线上发表新论文。
Ekistics是康斯坦丁诺斯·阿波斯托利斯·道萨迪亚斯于1968年出版的一部著作，通称《人类聚居学导论》。